# Ca' Dario
La Ca' Dario es un edificio de Venecia (Véneto, Italia) situado en el número 353 del sestiere de Dorsoduro, que da directamente hacia el Gran Canal. El edificio es famoso por la presunta maldición que pesaría sobre él: según la leyenda, sus propietarios están destinados a caer en bancarrota o a morir de manera violenta.

## Historia

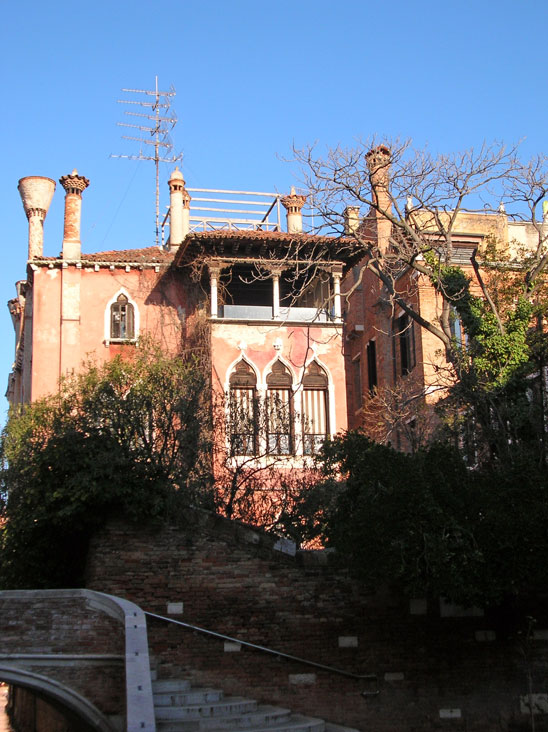
La parte trasera de la Ca' Dario vista desde el Campiello Barbaro.

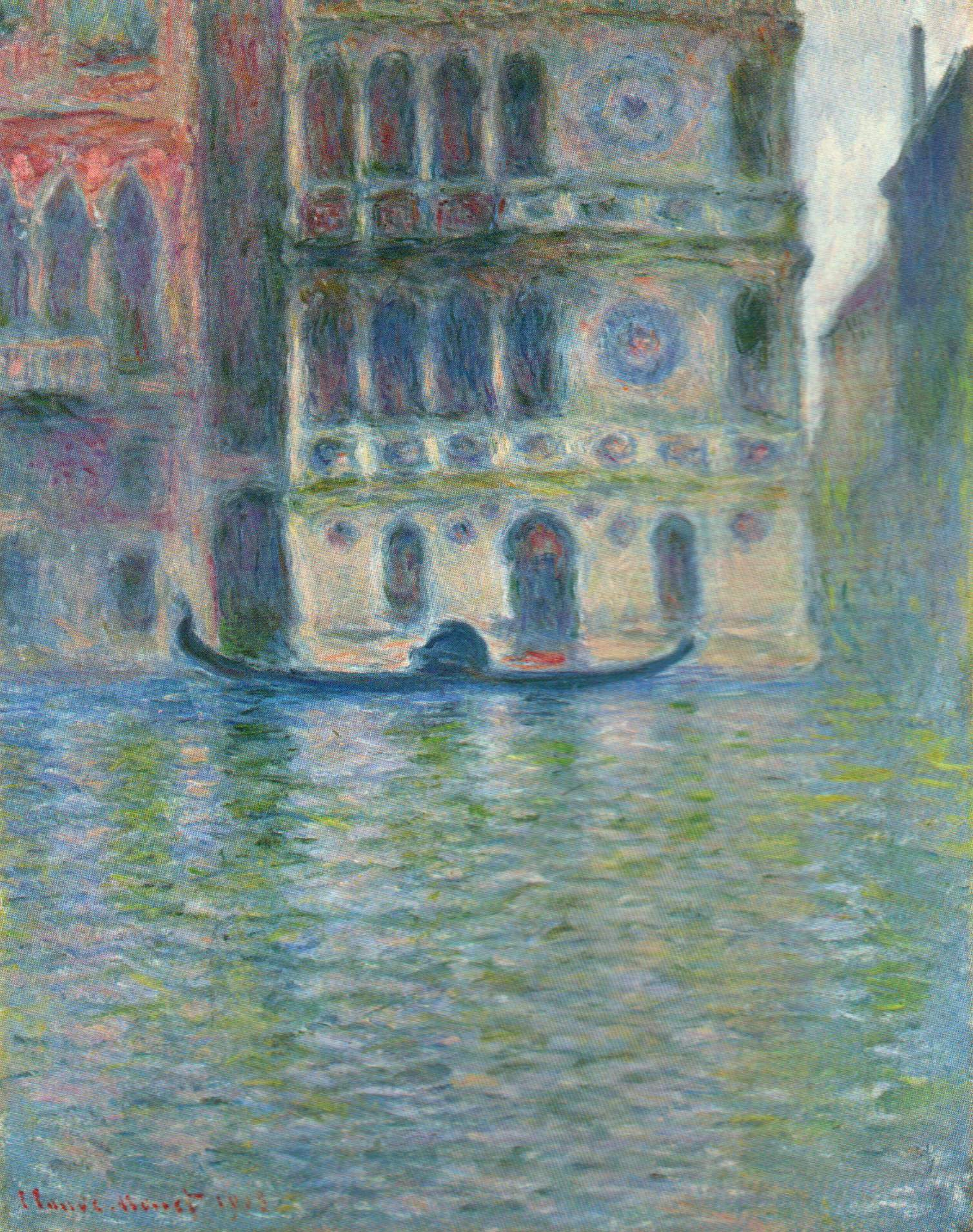
La Ca' Dario pintada por Monet.

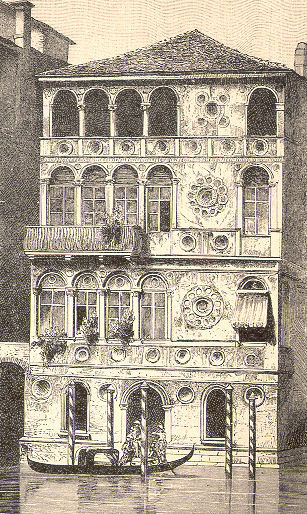
La Ca' Dario.

El edificio fue encargado al arquitecto Pietro Lombardo en 1479 por Giovanni Dario como dote nupcial para su hija Marietta, prometida de Vincenzo Barbaro, un rico comerciante de especias propietario del palacio homónimo en el Campo San Vio. Giovanni Dario, un burgués de orígenes dálmatas, ocupó cargos importantes para la República de Venecia: fue comerciante, notario de la cancillería ducal, secretario ducal y se ganó el apelativo de salvador de la patria después de que, en 1479, consiguiera negociar un acuerdo de paz con los turcos.
En 1494, tras la muerte de Giovanni Dario, el palacio fue heredado por su hija Marietta y posteriormente pasó a manos de Vincenzo Barbaro. La familia Barbaro fue propietaria del palacio hasta principios del siglo XIX, cuando Alessandro Barbaro (1764-1839), miembro del último Consejo de los Diez de la República de Venecia y consejero del Tribunal Supremo de Verona, vendió el edificio a Arbit Abdoll, un comerciante armeno de piedras preciosas.
La Ca' Dario es descrita a menudo como uno de los palacios más característicos de Venecia y comparada frecuentemente con la Ca' d'Oro. Su extraña belleza suscitó el interés de John Ruskin, que describió sus decoraciones de mármol con gran detalle. La parte trasera del edificio, pintada de rojo, da hacia el Campiello Barbaro.
En 1908 Claude Monet utilizó a la Ca' Dario como sujeto para una serie de cuadros típicamente impresionistas, todos desde la misma perspectiva pero con diferentes condiciones de luz. Una de las últimas intervenciones de restauración y amueblamiento de los interiores del edificio fue realizada en 1977 por Giorgio Pes, el decorador de interiores de la película El gatopardo.

## Descripción
La fachada esbelta y asimétrica hacia el Gran Canal, caracterizada por una anchura limitada de unos diez metros, está inclinada hacia un lado a causa de un hundimiento estructural y presenta elementos de clara inspiración renacentista, en contraste con las otras fachadas, que mantienen el estilo gótico entonces todavía extendido en Venecia. Está completamente decorada con mármoles policromos y piedra de Istria, alternados en ochenta medallones circulares. La planta baja presenta dos monóforas y un portal al agua, mientras que cada una de las plantas superiores está iluminada por una cuadrífora y una monófora.
Las chimeneas, de típico estilo veneciano, están entre los pocos ejemplares originales de la época que se han conservado hasta nuestros días. El balcón neogótico fue añadido en el siglo XIX. En la base del edificio está la inscripción VRBIS GENIO IOANNES DARIVS (en latín, «Giovanni Dario, en honor al genio de la ciudad»).
El interior del edificio se caracteriza por un amplio atrio con brocal de pozo de mármol, por una escalera de mármol finamente decorada que conduce a los piani nobili y por una fuente interior de inspiración oriental, colocada en una habitación que sigue el estilo mudéjar en la decoración y en la forma de las ventanas. La fachada posterior, de aspecto claramente gótico remodelado, parece heterogénea: la característica pintura roja hace de pegamento para un conjunto de chimeneas, miradores, ventanas góticas y logias.

## La leyenda de la maldición
La belleza arquitectónica de la Ca' Dario contrasta con su fama de «edificio maldito», reputación adquirida debido al trágico destino que ha unido a muchos de sus propietarios. Según la presunta maldición que pesaría sobre la casa, sus propietarios estarían destinados a arruinarse o a morir de manera violenta.
Marietta, la hija de Giovanni Dario, se suicidó tras el colapso financiero de su marido Vincenzo Barbaro, que murió acuchillado. Trágico final también para su hijo Giacomo, que murió en una emboscada en Heraclión, en la isla de Creta. Estas tres muertes causaron sensación entre los venecianos, que hicieron un anagrama con la inscripción colocada en la fachada, transformándola de VRBIS GENIO IOANNES DARIVS a SVB RVINA INSIDIOSA GENERO (en latín, «Yo genero bajo una insidiosa ruina»).
Los descendientes de la familia Barbaro heredaron el palacio hasta principios del siglo XIX, cuando Alessandro Barbaro lo vendió a Arbit Abdoll, un comerciante armeno de piedras preciosas, que cayó en bancarrota poco después de haber tomado posesión de su nueva residencia. En 1838, Abdoll se vio obligado a vender la Ca' Dario por 480 libras al inglés Rawdon Brown, el cual, a su vez, la revendió cuatro años después por falta de dinero para reformarla. El edificio fue adquirido posteriormente por un conde húngaro y a continuación revendido a un rico irlandés, un tal señor Marshall, para ser comprado en 1896 por la condesa Isabelle Gontran de la Baume-Pluvinel, que lo hizo restaurar, y por su amiga Augustine Bulteau.
Alojó al poeta francés Henri de Régnier, invitado por la condesa de la Baume-Pluvinel, hasta que una grave enfermedad interrumpió sus estancias venecianas. En la posguerra la Ca' Dario fue comprada por Charles Briggs, un multimillonario americano, que sin embargo tuvo que huir de Venecia a causa de los constantes rumores sobre su homosexualidad, refugiándose en México, donde su amante se suicidó.
Tras permanecer un largo tiempo sin propietario, en 1964, entre los posibles compradores dio un paso adelante el tenor Mario Del Monaco, que sin embargo rompió las negociaciones cuando, mientras iba a Venecia para ultimar los detalles del contrato, fue víctima de un grave accidente de tráfico que lo obligó a una larga rehabilitación y lo hizo desistir de la compra. Pocos años después la Ca' Dario fue adquirida por el conde turinés Filippo Giordano delle Lanze, el cual fue asesinado en 1970 en el interior del palacio por un marinero croata de nombre Raul Blasich, con el cual mantenía una relación. Blasich, a continuación, huyó a Londres, donde fue asesinado.
El edificio fue adquirido posteriormente por Kit Lambert, mánager de la banda de rock The Who, enamorado de su aspecto romántico y melancólico. En este ambiente su dependencia de los estupefacientes se agravó hasta tal punto de minar, en 1974, sus relaciones con la banda, de causar su arresto por posesión de droga y de favorecer su colapso financiero. Pese a sostener que no creía en la «maldición», Lambert había confesado a algunos amigos que dormía en el quiosco de los gondoleros del cercano Hotel Gritti para «huir de los fantasmas que lo perseguían en el edificio».
En 1978, tres años antes de su muerte, Kit Lambert vendió la Ca' Dario a un hombre de negocios veneciano, Fabrizio Ferrari, que se trasladó allí con su hermana Nicoletta, la cual murió en un extraño accidente de tráfico sin testigos. Poco tiempo después, Fabrizio Ferrari estuvo involucrado en un crack financiero y también fue arrestado con la acusación de haber golpeado a una modelo. A finales de los años ochenta el palacio fue adquirido por el financiero Raul Gardini, con la intención de regalárselo a su hija. Tras una serie de dificultades económicas y su implicación en el escándalo de Tangentopoli, Gardini se suicidó en 1993 en circunstancias nunca aclaradas totalmente.
Tras la muerte de Gardini nadie quiso comprar la Ca' Dario, hasta el punto de que la primera sociedad de intermediación que recibió el mandato para la venta renunció al encargo. A finales de los años noventa, el director y actor Woody Allen parecía interesado en la compra del edificio, pero desistió. En 2002, una semana después de haber alquilado la Ca' Dario para unas vacaciones en Venecia, el bajista John Entwistle muríó tras sufrir un infarto. En 2006 la propiedad del inmueble pasó a una sociedad americana en representación de un comprador desconocido y está actualmente en restauración.